# Jim Craig (futbolista escocès)
Jim Craig (anglès: James Philip Craig)  (Glasgow, 7 de maig de 1943) és un exfutbolista escocès, que jugava com a lateral dret. Estretament vinculat al Celtic, va ser membre de l'equip dels Lisbon Lions, que va guanyar la Copa d'Europa de 1967.

## Carrera com a jugador
Estudiant a l'escola St Gerard's de Glasgow, Craig va ser seguidor del Celtic de petit, i el primer partit al qual va assistir va ser la final de la Saint Mungo Cup el 1951. Va ser internacional amb la selecció escocesa, mentre que el seu primer equip sènior va ser l'equip representatiu de la Universitat de Glasgow, amb el qual va jugar mentre estudiava odontologia a la institució. Es va incorporar al Celtic el 1963 com a aficionat per poder completar els seus estudis, i havent-ho fet, va signar com a professional absolut el gener de 1965.
Les habilitats i l'estil de joc de Craig coincidien amb la filosofia tàctica de l'entrenador Jock Stein i aviat va desplaçar Willie O'Neill i Ian Young com a lateral dret titular del Celtic. Stein va animar els seus laterals a col·locar-se al mig del camp de l'equip per proporcionar suport addicional als davanters, a l'estil del rol modern de lateral, i en Craig i el lateral esquerre Tommy Gemmell va trobar protagonistes disposats a fer-ho.
Durant la seva etapa a Parkhead, Craig va aconseguir 14 títols nacionals (7 títols de Lliga, 4 Copes d'Escòcia i 3 Copes de la Lliga), així com la de la Copa d'Europa el 1967.
Va jugar com a titular la final de la Copa d'Europa de 1967, que el Celtic va guanyar contra l'Inter de Milà per 2 a 1 a l'Estádio Nacional de Lisboa.
Va jugar 239 partits amb el Celtic, i hi va marcar 6 gols El seu últim partit va ser la victoriosa final de la Copa d'Escòcia de 1972. Va obtenir una internacionalitat amb la selecció escocesa.
Craig va deixar el Celtic per viure a Sud-àfrica el maig de 1972, on va jugar a l'Hellenic FC, però després de sis mesos va tornar a Gran Bretanya. Va fitxar pel Sheffield Wednesday, i l'equip de South Yorkshire va pagar al Celtic una compensació de 10.000 lliures, ja que havien conservat la seva inscripció. Es va retirar del futbol el 1973 per concentrar els seus esforços en la seva carrera d'odontologia.

## Anys posteriors
El juliol de 1974 va succeir Shay Brennan com a jugador-entrenador del Waterford United. No obstant això, al desembre, després d'una aparició com a substitut, Craig va informar al club que no podia comprometre's amb el paper a causa d'un "problema domèstic".
A la dècada del 1980, Craig va aparèixer regularment com a comentarista de futbol al programa Sportscene de la BBC Scotland. El 2001, va ser nomenat president honorari del Belfast Shamrock Celtic Supporters Club, que posteriorment va canviar el seu nom a Jim Craig Celtic Supporters Club el 2011.
Craig ara forma part activa de la comunitat celta; ha presentat Channel67, un servei de transmissió en línia que ofereix transmissions de vídeo i àudio de tots els partits del Celtic. Actualitza regularment el blog de Jim Craig CSC.

## Vida personal
Originari de Leith, el seu pare era de l'Hibernian, equip local, i la família es va establir més tard a Craigton, Glasgow.
El seu fill James Craig és un jugador de rugbi notable que va jugar amb la selecció escocesa de rugbi quatre vegades entre 1997 i 2001.

## Palmarès
Celtic
- Lliga escocesa (7): 1965–66, 1966–67, 1967–68, 1968–69, 1969–70, 1970–71, 1971–72
- Copa d'Escòcia (4): 1966–67, 1968–69, 1970–71, 1971–72
- Copa de la Lliga Escocesa (3): 1967–68, 1968–69, 1969–70
- Copa d'Europa: 1966–67
  - Subcampió 1969–70
- Copa de Glasgow : 1967–68, 1969–70